# Richard de Vere, XI conde de Oxford
Richard de Vere KG (15 de agosto de 1385 – 15 de febrero de 1417), fue conde de Oxford entre 1406 y 1417. Era el hijo de Aubrey de Vere. Tomó parte en el juicio de Ricardo de Conisburgh y Enrique Scrope por haber participado en el complot de Southampton, y fue uno de los comandantes en la batalla de Azincourt en 1415.

## Biografía
Richard de Vere, nació el 15 de agosto de 1385. Era el hijo mayor de Aubrey de Vere, conde de Oxford y Alice Fitzwalter, hija de Juan Fitzwalter y Leonor Percy, hija de Enrique de Percy. Aubrey murió el 23 de abril de 1400 mientras Richard todavía era menor de edad. Su custodia se le otorgó inicialmente a su madre, pero después de su muerte, el 29 de abril de 1401, el rey Enrique IV se la concedió a su suegra, Juana de Bohun, condesa de Hereford. 
A partir de 1410 en adelante, Richard fue nombrado comisionado en Essex en varias ocasiones, y en noviembre de 1411 fue juez de peticiones del Parlamento en el extranjero.
En agosto de 1412, Richard se encontraba entre los que navegaron a Normandía con Tomás de Clarence, para ayudar al partido armagnac contra los borgoñones. Según Pugh, los miembros de la nobleza que acompañaron al duque de Clarence en esta expedición lo hicieron con la esperanza de obtener ganancias financieras, el condado de Oxford en particular había sufrido confiscaciones y proscripciones durante la vida de sus predecesores que lo habían convertido en el miembro más pobre de la alta nobleza inglesa. Otro miembro de la expedición fue Ricardo de Conisburgh y tres años más tarde, el 5 de agosto de 1415, Richard estaba entre los pares en el juicio, presidido por el duque de Clarence, que condenó a muerte a Conisburgh y Enrique Scrope por su participación en el complot de Southampton en la víspera de la invasión de Enrique V a Francia. Pocos días después, Richard navegó a Francia con el rey, y fue uno de los comandantes en Azincourt el 25 de octubre de 1415. 
En mayo de 1416 Richard fue nombrado miembro de la Orden de la Jarretera, y en ese año navegó con la flota para apoyar a Harfleur, participando en la batalla naval en la desembocadura del Sena el 15 de agosto. 
Richard murió el 15 de febrero de 1417, a los 31 años, y fue enterrado en Earls Colne, Essex. Le sucedió su hijo John de Vere, XII conde de Oxford.